# 落堀川 (大阪府)
落掘川（おちぼりがわ）は、大阪府内を流れる大和川水系の一級河川である。

## 地理
大阪府藤井寺市にはじまり、途中、松原市にて東除川と合流する。ほぼ全域にわたって大和川左岸に沿うように流れる。なお、合流後の東除川もそのまま大和川に沿うように流れ、大阪市平野区で大和川に合流する。
宝永元年（1704年）の大和川付け替え以前は、もともと大和川より南側、石川より西側を流れていた河川は八尾市内や大阪市内方向へ北進していたが、付け替え後は東西に流れる大和川によって流域が分断されてしまった。大和川はもともと天井川であり、付け替えられた部分もたちまち土砂が堆積して天井川となり、水面が合流する河川より高いためそのまま合流させることは不可能であった。それらの流れを一旦集めて大和川沿いに沿って流し、水面高さがそろう場所まで導いた。そのために開削されたのが落堀川である。